# Пригородне (Жаркаїнський район)
При́городне (каз. Пригородное) — село у складі Жаркаїнського району Акмолинської області Казахстану. Адміністративний центр та єдиний населений пункт Пригородної сільської адміністрації.
Населення — 489 осіб (2021; 685 у 2009, 885 у 1999, 1077 у 1989).
Національний склад станом на 1989 рік:
- росіяни — 42 %.

У радянські часи село називалось Совхоз Державінський.